# Потужнісний коефіцієнт реактивності
Потужнісний коефіцієнт реактивності — величина, що характеризує зміну реактивності ядерного реактора, викликану зміною потужності.
Зміна реактивності може відбуватися через зміну температури різних матеріалів (температурний коефіцієнт реактивності), через зміну вмісту пари в теплоносії (паровий коефіцієнт реактивності) тощо. Деякі з них протікають повільно, тому для визначення коефіцієнту важливо знати через який час після зміни потужності вимірюється реактивність реактора. Розрізняють повний потужнісний коефіцієнт, який вимірюється після закінчення всіх довготривалих процесів і швидкий, який враховує лише ті процеси, які протікають досить швидко (за час, який можна порівняти з часом реакції системи управління і операторів).
Для безпечної роботи реактора потужнісний коефіцієнт реактивності повинен бути негативним за всіх нормальних і аварійних режимів роботи. Виникнення позитивного швидкого потужнісного коефіцієнту реактивності, внаслідок недоліків у конструкції реактора, відіграло свою роль у розвитку аварії на Чорнобильській АЕС. У реакторах РБМК основною складовою потужнісного коефіцієнту реактивності є паровий коефіцієнт реактивності, який може бути позитивним. Під час нормальної роботи на четвертому блоці ЧАЕС потужнісний коефіцієнт реактивності завжди залишався негативним навіть якщо паровий коефіцієнт реактивності був позитивним. Проте у момент аварії на малій потужності обидва вони були позитивними.